# Viva con Agua
Viva con Agua de St. Pauli e. V. (span. „lebe mit Wasser“) ist eine 2006 gegründete entwicklungspolitische Non-Profit-Organisation mit Zentralsitz in Hamburg-Hammerbrook. Das internationale Netzwerk von Menschen und Organisationen setzt sich für einen sicheren Zugang zu sauberem Trinkwasser und sanitärer Grundversorgung ein.
In der Schweiz gibt es Viva con Agua seit 2009 als eigenständigen Verein. Weitere Ableger folgten 2014 in Österreich, 2015 in den Niederlanden sowie 2016 in Uganda in der Hauptstadt Kampala. Seit 2020 befinden sich auch Viva con Agua South Africa und Viva con Agua California formell in der Gründung.

## Ziele und Aufbau

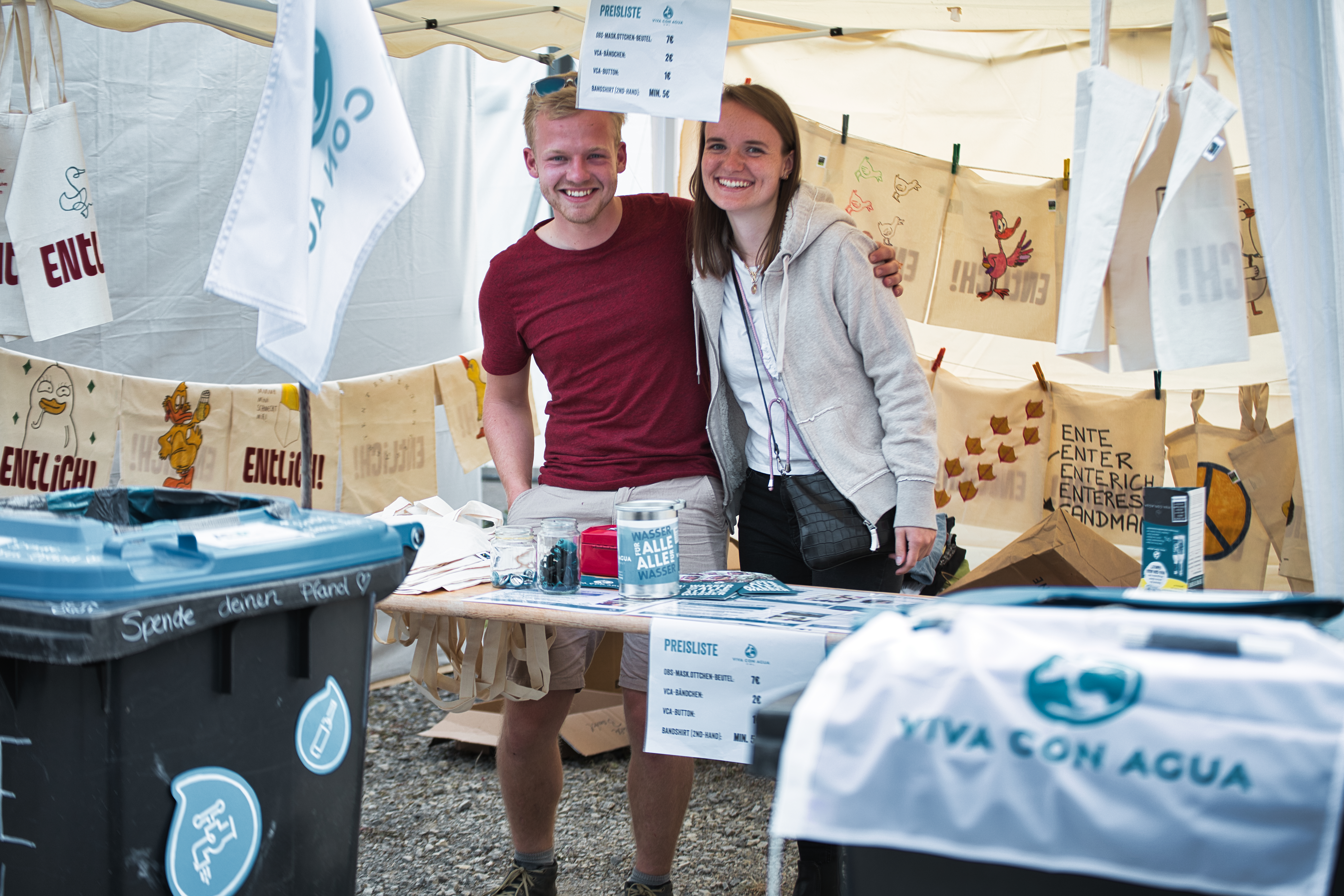
In der Mülltonne werden gespendete Pfandbehältnisse zugunsten Viva con Agua auf dem Orange Blossom Special Festival 2022 gesammelt.

Viva con Agua setzt sich dafür ein, die Trinkwasserversorgung und Verfügbarkeit sanitärer Anlagen zu verbessern, mit einem Fokus auf Ländern des globalen Südens. Größter Partner bei Projekten im globalen Süden ist die Welthungerhilfe. Der Verein versteht sich als „All-Profit-Organisation“ mit einem „Offenen Netzwerk“. Das „Offene Netzwerk“ lebt vorwiegend von individueller Initiative, die vom Verein unterstützt wird.
„All-Profit“ steht nach eigenen Angaben dafür, dass alle Beteiligten etwas von ihrem Engagement haben sollen, Empfänger wie Unterstützer. Unterstützung wird dabei nicht unbedingt als Spende, sondern als Investition in Wasserprojekte und damit in eine bessere Zukunft für alle gesehen. Der Ansatz soll zu einem gesellschaftlichen Umdenken bezüglich der partnerschaftlichen Zusammenarbeit zwischen dem Norden und dem Süden beitragen.
Weltweit unterstützen mehr als 15.000 Ehrenamtliche Viva con Agua, die sich in Ortsgruppen, sogenannte „Crews“ organisieren und Spendenaktionen umsetzen. In Deutschland existieren Ortsgruppen in über 50 Städten.
In den ersten sechs Jahren wurden über 2 Mio. Euro an Spenden gesammelt. Das Projektvolumen für das Jahr 2019 beträgt nach eigenen Angaben 3,6 Mio. Euro. Durch die damit finanzierten Wasserprojekte konnten seit 2006 nach eigenen Angaben die Lebensbedingungen von über drei Millionen Menschen verbessert werden.

## Geschichte

### Erstes Projekt in Kuba und Gründung
Im Januar 2005 reiste die erste Mannschaft des FC St. Pauli zum Trainingslager nach Kuba. Aktiviert durch die Reise wollte Benjamin Adrion, damals Mittelfeldspieler des FC St. Pauli, sich sozial in Kuba engagieren. Mit der Vision, die Folgen der katastrophalen Zustände in Kuba aufgrund der mangelnden Wasserversorgung zu lindern, legte er den Grundstein für Viva con Agua (VcA).
In Kooperation mit der Deutschen Welthungerhilfe startete daraufhin im Mai 2005 das erste Projekt von VcA in Havanna, wo in 120 Kindergärten Wasserspender zur Versorgung mit sauberem Trinkwasser aufgestellt werden sollten. Bis Juni 2006 wurden über 50.000 Euro an Spenden akquiriert und so 153 Kindergärten und vier Sportschulen auf Kuba mit Trinkwasserspendern ausgestattet.
Im Juli 2006 wurde auf der Gründungsversammlung die Vereinssatzung von Viva con Agua de St. Pauli beschlossen. Es folgte die offizielle Gründung des Vereins Viva con Agua de Sankt Pauli im September desselben Jahres.
Seit Juli 2007 sammelt VcA auf Festivals Geld, indem Festivalbesucher ermutigt werden, ihre Pfandbecher zu spenden.

### Viva con Agua Stiftung und sozialunternehmerische Tätigkeit
Im Jahr 2010 folgte die Errichtung der Viva con Agua Stiftung. Sie hat als Satzungszweck die Förderung der Entwicklungszusammenarbeit und des Umweltschutzes, der öffentlichen Gesundheitspflege, der Jugendhilfe und des Sports. Gründungsstifter waren Bela B, Mark Tavassol, Marcel Eger und Renate Eger. Die Stiftung ist Inhaberin der Markenrechte an Viva con Agua.
Viva con Agua ist Mitglied im Social Entrepreneurship Netzwerk Deutschland.
Im Jahr 2020 unterstützt VcA nach eigenen Angaben „WASH-Projekte“ (Water, Sanitation, Hygiene) in zwölf Ländern, zum Beispiel in Nepal, Uganda, Mosambik, Simbabwe oder Äthiopien. Zu diesen Projekten gehört beispielsweise die Kooperation mit der Welthungerhilfe und dem uganischen Unternehmen SPOUTS of Water: Dieses stellt aus lokalem Ton Keramikfilter für bessere Trinkwasserqualität her und plant so, durch im Wasser enthaltene Keime verursachten Krankheiten Einhalt zu gebieten.

### Verbindung zum FC St. Pauli
Viva con Agua wird unterstützt vom FC St. Pauli und dessen Fans: Der Fußballclub stellt Teile des Millerntor-Stadions für das seit 2011 stattfindende soziale Kunst- und Kulturfestival „Millerntor Gallery“ zur Verfügung. Des Weiteren ermöglicht der Fußballclub Viva con Agua das Sammeln von Pfandbechern bei Heimspielen. Nachdem die Anhänger des 1. FC Nürnberg im Millerntor-Stadion jedes Jahr einen neuen Spendenrekord für den Auswärtsblock aufstellen konnten, sammeln seit der Bundesligasaison 2018/19 auch die Nürnberger im heimischen Max-Morlock-Stadion mittels Pfandbecherspenden für Trinkwasserprojekte in Äthiopien.
Auch bekannte Künstler wie Gentleman, Clueso, Maeckes, Marteria, Schandmaul, Wir sind Helden und Bela B haben Benefiz-Konzerte zugunsten der Projekte Viva con Aguas gegeben. Auch mit Festivals und Festivalveranstaltern wie zum Beispiel dem Reeperbahn Festival und FKP Scorpio arbeitet Viva con Agua eng zusammen.

## Aktionen

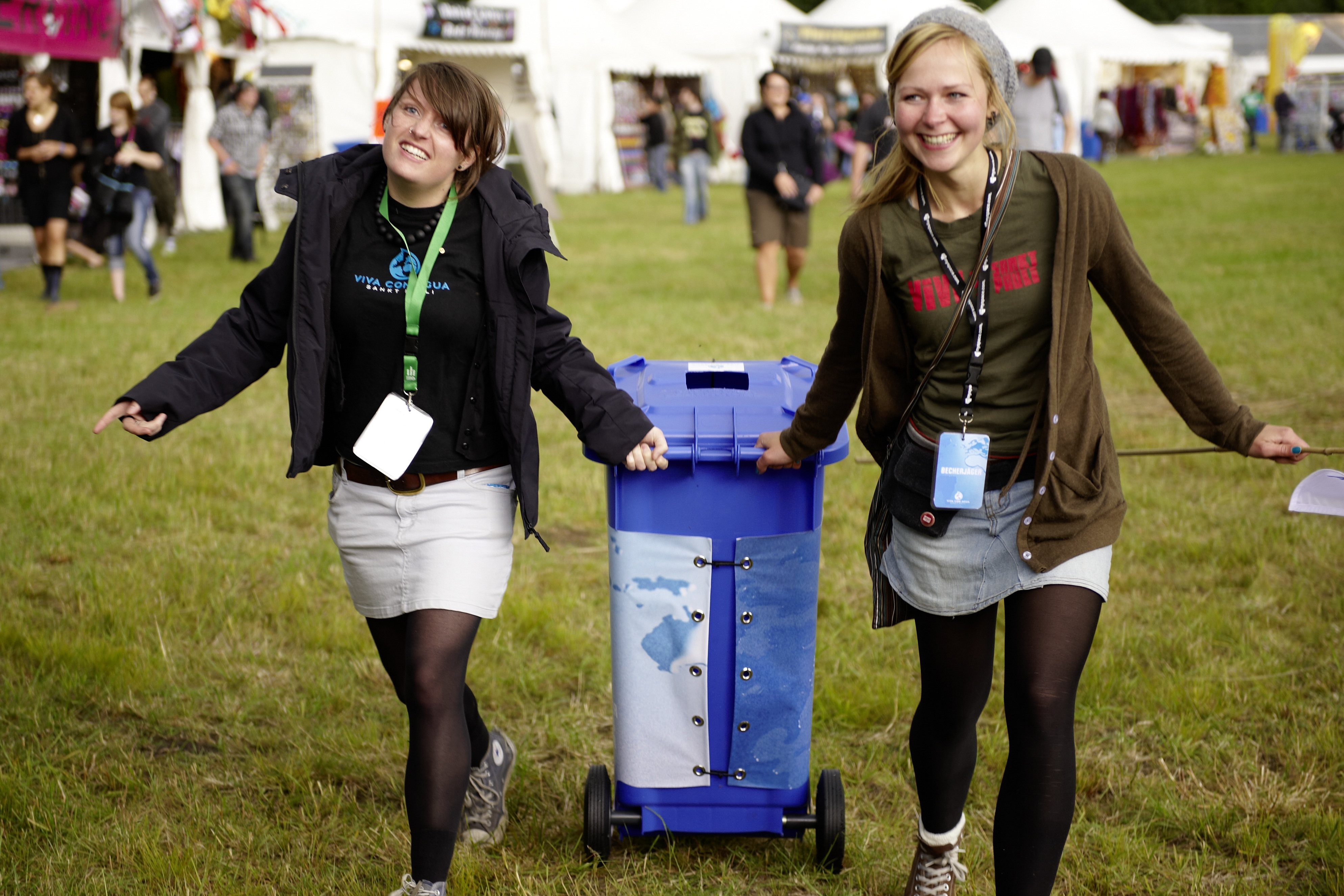
Pfandbecher-Spendentonne

Im August und September 2007 fand unter dem Titel „Viva con Agua Wassertage“ ein erstes Charity-Festival in Hamburg statt. Mit 5.000 Besuchern konnten bei der Veranstaltung 30.000 Euro Spenden akquiriert werden, die fünf Brunnen im Millenniumsdorf Manigri in Benin finanzierten. Die Band Irie Révoltés veröffentlichte 2007 ein Musikvideo, um für die Wassertage zu werben und spendete Quelleinfassungen in Ruanda. Es folgten weitere Wassertage 2009 und 2011.
2008 marschierten Viva-con-Agua-Aktivisten unter dem Titel „Wasser!Marsch“ zu Fuß in 39 Tagen 1055 km von Hamburg nach Basel zum Eröffnungsspiel der EURO 2008. Die Aktion war auch der Grundstein für den Vereinsableger in der Schweiz.
Seit 2008 trampen viele Unterstützer der Organisation zudem im Sommer in Form eines Tramprennens durch verschiedene Städte in ganz Europa, um auf den weltweiten Trinkwassermangel aufmerksam zu machen. Aus dieser Bewegung wurde 2014 der Club of Roam-Autostop! e. V. gegründet, welcher bis jetzt weiterhin das Tramprennen organisiert und bis 2017 auch Spenden für Viva con Agua sammelte.
Viva con Agua ist auf vielen Festivals im deutschsprachigen Raum vertreten. Vor Ort werden durch jeweils 10 bis 40 ehrenamtliche Unterstützer unter anderem Pfandbecher von den Festival-Besuchern entgegengenommen. 2012 konnten so auf über 70 Festivals mehr als 90.000 Euro an Spenden für die Projekte des Vereins gesammelt werden. 2019 sammelte Viva con Agua auf Festivals und Konzerten mehr als 1,3 Millionen Euro durch Pfandbecher-Spenden.
Im Sommer 2017 fand das Netzwerktreffen von Viva con Agua mit 500 Teilnehmenden auf dem Gelände des Kliemannslandes statt. Im Mai 2022 kündigte Viva con Agua an, alle Geschäftsbeziehungen zu Kliemann, inklusive aller angegliederten Unternehmen, aufgrund von Betrugsvorwürfen, zu beenden.
2018 startete Viva con Agua zusammen mit Fotografen die #waterisahumanright-Kampagne. Bis zum Frühjahr 2020 ließen sind knapp 200 Prominente für die Kampagne ablichten. Seit Juni 2019 existiert auch bei Snapchat und Instagram ein Filter mit dem „Water-is-a-human-right“-Pappschild.
Ebenfalls 2018 rief Viva con Agua zusammen mit Goldeimer die „#kickshit Challenge“ ins Leben. Bei der Aktion musste eine Klopapierrolle so lange wie möglich mit dem Fuß jongliert werden. Ziel der Spendenaktion war, Gelder für Sanitärprojekte von VcA und Goldeimer zu sammeln.

## Sozialunternehmerische Tätigkeit

### Viva con Agua Wasser GmbH

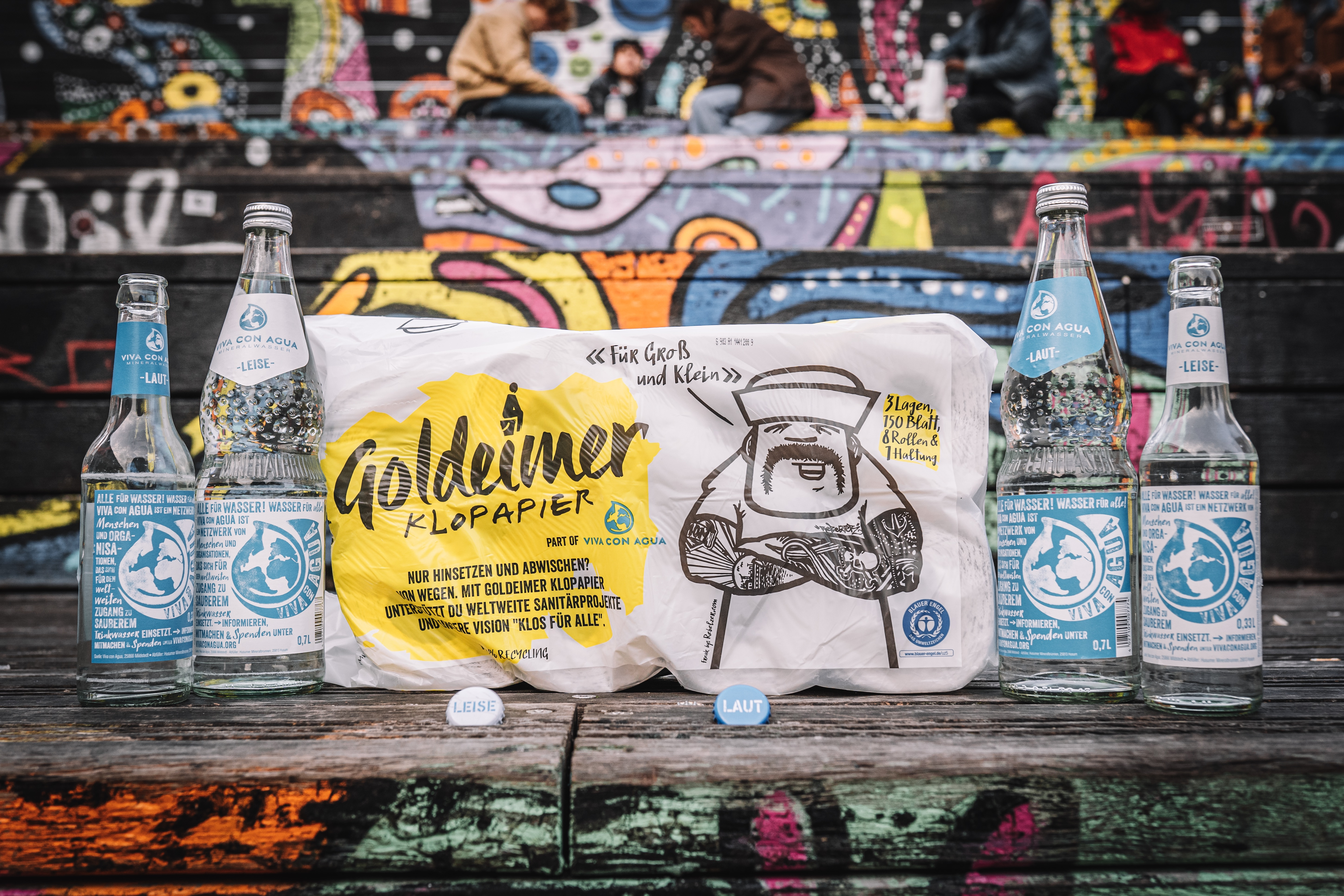
Goldeimer Klopapier und Viva con Agua Mineralwasser

Unter der Marke Viva con Agua verkauft die Ende 2010 gegründete Viva con Agua Wasser GmbH Mineralwasser in Flaschen. Der Verein Viva con Agua e. V. ist an der Gesellschaft mit 20 Prozent beteiligt, weitere 40 Prozent besitzt die Stiftung. 40 Prozent der GmbH sind über die Viva con Agua Beteiligungs GmbH & Co. KG im Besitz privater Investoren, die nach Aussage des Vereins keine Profitinteressen verfolgen.
Das Viva con Agua Mineralwasser wird in Lizenz von dem Husumer Mineralbrunnen produziert. Es kann deutschlandweit bei Großhändlern, Getränkefachmärkten, im Einzelhandel und in der Gastronomie bezogen werden. Der Verein erhält Lizenzgebühren, deren Höhe von der Menge der verkauften Flaschen abhängt. Darüber hinaus erhält der Verein Gewinne der GmbH. 2017 konnte das Unternehmen deutschlandweit über 20 Millionen Flaschen Wasser absetzen. 2019 wurden nach eigenen Angaben über 35 Millionen Flaschen abgesetzt.
2017 expandierte das Viva-con-Agua-Mineralwasser über den Lizenznehmer Goba AG in den Schweizer Markt.

### Goldeimer gGmbH
Die 2014 gegründete Goldeimer gGmbH betrieb anfangs mobile Kompost-Sanitäranlagen auf Musikfestivals. Auf 12 Veranstaltungen im Sommer 2014 erzielte der Betrieb einen Umsatz von etwa 33.000 €. Unter der Marke „Goldeimer Klopapier“ wird seit 2016 auch Recycling-Toilettenpapier vertrieben. 20 Cent pro Packung fließen in das Sanitär-Projekt des Kooperationspartners Welthungerhilfe. Hergestellt und bedruckt wird das Toilettenpapier von Wepa Hygieneprodukte in Mainz. Das bedruckte Toilettenpapier dient ebenfalls als Werbefläche für die Projekte, die die Nutzer mit dem Kauf unterstützen. Im Frühjahr 2020 begann Goldeimer, Mund-Nasen-Schutz-Masken zu produzieren. Pro Maske gehen 2,50 Euro an Corona-Nothilfefonds der Welthungerhilfe. Innerhalb eines Quartals konnten so nach eigenen Angaben mehr als 43.000 € Spenden gesammelt werden.
Die Eigentümerstruktur der Goldeimer gGmbH ist mit der Viva con Agua Wasser GmbH identisch.
2017 war Goldeimer für den Next Economy Award in der Kategorie Change nominiert, sowie für den Zeit-Wissen-Preis Mut zur Nachhaltigkeit. 2018 erhielt Goldeimer den KfW Award Gründen, als Landessieger Hamburg und wurde als Preisträger beim „Projekt Nachhaltigkeit“ ausgezeichnet.

### Viva con Agua ARTS gGmbH
Viva con Agua ARTS wurde 2016 gegründet. Die gemeinnützige GmbH entwickelte sich aus der Millerntor Gallery heraus und arbeitet mit einem großen Netzwerk aus ehrenamtlichen Künstlern und Kreativen zusammen. Die Millerntor Gallery ist ein viertägiges internationales Kunst-, Musik- und Kultur-Festival. Seit 2011 findet es jährlich im Hamburger Millerntor-Stadion statt. Die Veranstaltung wurde initiiert von Viva con Agua zusammen mit dem FC St. Pauli. Durchschnittlich spenden die Künstler 70 % des Erlöses aus dem Kunstverkauf im Rahmen der Millerntor Gallery.
Neben der Millerntor Gallery unterstützt Viva con Agua ARTS Projekte von Viva con Agua mit der Organisation von Veranstaltungen und Kunstprojekten.

### Villa Viva Holding GmbH
Die Villa Viva Holding GmbH wurde im Jahr 2017 gegründet, mit Benjamin Adrion als Geschäftsführer. Der Verein Viva con Agua hält 33 Prozent und die Viva con Agua Stiftung hält 34 Prozent der Holding, während 33 Prozent bei einer Gruppe privater Investoren liegt. Die Villa Viva Holding GmbH hält 100 Prozent an der operativen Villa Viva Haus GmbH und 60 Prozent an der Betreibergesellschaft Villa Viva Gasthaus GmbH. Die anderen 40 Prozent an der Gasthausgesellschaft hält die Heimathafen Hotel Gruppe. Als Tochter der Villa Viva Holding GmbH baut die Villa Viva Haus GmbH seit Juli 2021 die Villa Viva Hamburg im Münzviertel. Die Villa Viva Hamburg soll voraussichtlich ab dem dritten Quartal 2023 die Büroräume von Viva con Agua sowie ein Gasthaus, in Zusammenarbeit mit Heimathafen Hotels, beherbergen.
2020 wurde die Villa Viva Cape Town Holding GmbH gegründet. Mit dem Geld von insgesamt 21 Investoren und Investorinnen konnte so ein Hostel in Kapstadt, Südafrika gekauft werden. Als Villa Viva Cape Town wurde dieses am 7. Oktober 2021 neu eröffnet. Auch die Villa Viva Kapstadt verfolgt ein soziales Geschäftsmodell, dass seinen Profit in WASH-Projekte investiert, im Falle der Villa Viva Kapstadt mit einem Fokus auf Projekte in Südafrika.

## Kritik
In einer Sendung des ZDF Magazin Royale vom 2. September 2022 wurde das Unternehmensgeflecht, der Tochter- oder Partnergesellschaften von Viva con Agua kritisch beleuchtet. Dabei standen insbesondere der Bau eines Hotels in Hamburg und der Vertrieb von Mineralwasser im Fokus. Der Vorwurf ist, dass der Lifestyle gewinnmaximierend vermarktet wird und der eigentliche Organisationszweck hinten angestellt wird, denn die Produktion von Mineralwasser hat global gesehen einen großen negativen Einfluss auf die Versorgung mit Trinkwasser.
2011 sollte bei einem Wettbewerb ein Werbeplakat für Viva con Agua gestaltet werden, das anschließend als 10 × 10 m großes Poster auf der Hamburger Reeperbahn montiert werden sollte. Zum Sieger wählte die Jury ein Motiv, das die Oberweite einer Frau zeigte mit der Unterzeile „Spende mich naß!“. Der Pressesprecher von Viva con Agua wurde anschließend unter anderem zitiert mit „[…] In diesem Plakat bündelt sich alles, was Viva con Agua ausmacht“. Nach harscher Kritik im Umfeld des FC St. Pauli unter anderem mit dem Vorwurf, das Motiv sei „sexistisch“, bat Viva con Agua darum, das Poster nicht aufzuhängen und distanzierte sich wiederum von dem Siegermotiv.

## Auszeichnungen
- 2006: startsocial Bundessieger[67]
- 2006: taz-Panter Jurypreis für herausragendes soziales Engagement für Viva con Agua Gründer Benjamin Adrion[14]
- 2007: Deutschland – Land der Ideen Auszeichnung[68]
- 2008 Utopia Award – Vorbilder[69]
- 2009: Bundesverdienstkreuz am Bande für Viva con Agua Gründer Benjamin Adrion[70]
- 2011: Gala Spa Award – Special Prize[71]
- 2011: B.A.U.M.-Umweltpreis[27]
- 2011: Mike Krüger – Macher Contest[72]
- 2012: Utopia Award – Organisationen[73]
- 2012: HAMMA Award[74]
- 2015: Next Economy Award[75]
- 2016: ECHO für soziales Engagement[76]
- 2019: About You Awards in der Kategorie Empowerment[77]
- 2020: Club Award Hamburg für die Millerntor Gallery[78]
- 2020: Marion Dönhoff Förderpreis[79]
- 2023: Deutscher Gründerpreis Kategorie Sonderpreis[80]

## Belege
1. ↑  Wasserinitiative Viva con Agua de Sankt Pauli – START. Abgerufen am 15. Mai 2020.
2. ↑  Wasserinitiative Viva con Agua Schweiz – Netzwerk. Abgerufen am 15. Mai 2020.
3. ↑  Viva con Agua Kampala. In: facebook.com. Abgerufen am 11. April 2017 (englisch).
4. ↑  Mariella Doblhofer: Benny Adrion stoppt Arbeit in Südafrika: Corona wird für Townships verheerend. 24. März 2020, abgerufen am 15. Mai 2020.
5. ↑  About – Viva con Agua. Abgerufen am 15. Mai 2020.
6. ↑  Viva con Agua powert Wasserprojekte der Welthungerhilfe. Abgerufen am 15. Mai 2020.
7. ↑  Viva con Agua: Die All-Profit-Organisation. In: HANSEstyle. 16. September 2016, abgerufen am 15. Mai 2020.
8. ↑  Viva con Agua setzt auf SAP. 22. März 2018, abgerufen am 15. Mai 2020.
9. ↑  Viva con Agua de Sankt Pauli e. V. Abgerufen am 15. Mai 2020.
10. 1 2  Jahresabschlüsse und Berichte In: vivaconagua.org, abgerufen am 28. April 2017.
11. 1 2 3 4  VcA Jahresbericht 2019. (PDF) Viva con Agua de Sankt Pauli e. V., abgerufen am 9. Juni 2020.
12. ↑  Klaus Schlütter: Tag des Wassers: Ex-St. Pauli-Profi Benjamin Adrion gründete Viva con agua. In: Die Welt. 22. März 2018 (welt.de [abgerufen am 15. Mai 2020]).
13. ↑  Wasserinitiative Viva con Agua de Sankt Pauli – Viva con Agua en Cuba! Archiviert vom Original (nicht mehr online verfügbar) am 22. September 2020; abgerufen am 15. Mai 2020.  Info: Der Archivlink wurde automatisch eingesetzt und noch nicht geprüft. Bitte prüfe Original- und Archivlink gemäß Anleitung und entferne dann diesen Hinweis.
14. 1 2  Die Geschichte von Viva con Agua de Sankt Pauli e. V. (PDF) Archiviert vom Original (nicht mehr online verfügbar) am 22. September 2020; abgerufen am 15. Mai 2020.  Info: Der Archivlink wurde automatisch eingesetzt und noch nicht geprüft. Bitte prüfe Original- und Archivlink gemäß Anleitung und entferne dann diesen Hinweis.
15. ↑  Mit Flaschenwasser und Komposttoiletten. 29. August 2016, abgerufen am 15. Mai 2020.
16. ↑  Abruf aus der Hamburger Stiftungsdatenbank am 27. April 2017
17. ↑  „Viva con Agua geht stiften!“ (Memento vom 13. November 2011 im Internet Archive) Viva con Agua geht stiften! Pressemitteilung vom 12. August 2010, abgerufen am 13. August 2013.
18. ↑  Registernummern 302012065291, 30748963, 30745253 und 30670026 nach Recherche bei DPMA-Register, Abruf: 27. April 2017
19. ↑  SEND: Netzwerk. In: Social Entrepreneurship Netzwerk Deutschland e. V. Abgerufen am 22. Mai 2019.
20. ↑  Viva con Agua-Projekte im Überblick. Abgerufen am 15. Mai 2020.
21. ↑  SPOUTS of Water: Genial, gesund und ein Gewinn für alle. In: Welthungerhilfe. Abgerufen am 30. Januar 2023.
22. ↑  FCN-Fans brechen eigenen Spedenrekord auf fanzeit.de, veröffentlicht am 3. November 2016, aufgerufen am 29. September 2018
23. ↑  Club-Fans brechen eigenen Spendenbecherrekord auf fcn.de, veröffentlicht am 2. November 2016, aufgerufen am 26. September 2018
24. ↑  Pfandbecher-Spenden für Viva con Agua und NÜRNBERG GEWINNT im Stadion auf fcn.de, veröffentlicht am 20. September 2018, aufgerufen am 26. September 2018
25. ↑  Reeperbahn Festival spendete Akkreditierungsgebühren. Abgerufen am 26. Mai 2020.
26. ↑  You, FKP Scorpio & Viva con Agua – A social friendship since 2008. Abgerufen am 9. Juni 2020.
27. 1 2  Benjamin Adrion – Viva con Agua de Sankt Pauli e. V. Abgerufen am 26. Mai 2020.
28. ↑  Irie Révoltés – Viva con Agua In: youtube.com.
29. ↑  Irie Révoltés spendet für Menschen in Ruanda. 19. August 2010, abgerufen am 14. Januar 2016.
30. ↑  Wasserinitiative Viva con Agua Schweiz – Unsere Vision. Abgerufen am 15. Mai 2020.
31. ↑  Tramprennen In: tramprennen.org.
32. ↑  500 Mann im Kliemannsland – Logbuch #8. In: Kliemannsland. 3. August 2017, abgerufen am 26. September 2017.
33. ↑  Stellungnahme von Viva con Agua zu den Vorwürfen gegenüber Fynn Kliemann und Global Tactics. In: Viva con Agua. Mai 2022, abgerufen am 25. Juni 2022.
34. ↑  »Viva con Agua« beendet Zusammenarbeit mit Fynn Kliemann. In: Der Spiegel. 9. Mai 2022, abgerufen am 9. Mai 2022.
35. ↑  Leica Camera Deutschland: Water is a Human Right. 10. Dezember 2019, abgerufen am 15. Mai 2020.
36. ↑  Viva con Agua — Studio Marco Fischer. Abgerufen am 15. Mai 2020.
37. ↑  Mit Fynn Kliemann, Joko & Co: Snapchat und Viva con Agua setzen sich mit AR-Tool für sauberes Trinkwasser ein. Abgerufen am 15. Mai 2020.
38. ↑  #Kickshit-Challenge: Warum Promis für einen guten Zweck mit Klopapier jonglieren. Abgerufen am 15. Mai 2020.
39. ↑  Wir privatisieren nicht das Waser, wir sozialisieren es! (Memento vom 16. Februar 2013 im Internet Archive)
40. ↑  3. Wie ist diese aufgebaut und eingebunden bei VcA? – Wer ist an der GmbH beteiligt?, Abruf am 27. April 2017.
41. ↑  Viva con Agua – Husumer Mineralbrunnen. Abgerufen am 26. Mai 2020.
42. ↑  Raffiniert abgewickelt. In: Zeit Online. 25. Februar 2016, abgerufen am 26. Mai 2020.
43. ↑  Viva con Agua-Macher: Vom Fußballprofi zur Hilfsorganisation. In: omr.com. Abgerufen am 26. Mai 2020.
44. ↑  Partnerschaften – Goba AG. Abgerufen am 26. Mai 2020.
45. ↑  Goldeimer gGmbH. In: Start-Green.net. Abgerufen am 26. Mai 2020.
46. ↑  Viva con Agua Jahresbericht 2015, Seite 48f
47. 1 2  Toiletten für Äthiopien: Klopapier für einen guten Zweck. In: Frankfurter Allgemeine Zeitung. 24. Februar 2016, ISSN 0174-4909 (faz.net [abgerufen am 26. Mai 2020]).
48. ↑  Steffen Fründt: Benjamin Adrions Viva con Agua hat junge Unterstützer. In: Die Welt. 7. Mai 2016 (welt.de [abgerufen am 26. Mai 2020]).
49. ↑  Gewinner der Krise: Start-up Goldeimer. In: Norddeutscher Rundfunk. Abgerufen am 26. Mai 2020.
50. ↑  Soziale Masken. In: Goldeimer. Abgerufen am 26. Mai 2020.
51. ↑  8 November 2017 von, reas Winterer Kategorien: Haushalt, Wohnen: Goldeimer: das erste ökologisch-soziale Klopapier. 8. November 2017, abgerufen am 26. Mai 2020.
52. ↑  Die Nominierten 2017. Abgerufen am 26. Mai 2020.
53. ↑  KfW Award Gründen 2018. Abgerufen am 26. Mai 2020.
54. ↑  Projekt Nachhaltigkeit 2018: Die Gewinner aus dem Norden stehen fest. Abgerufen am 26. Mai 2020.
55. ↑  Das Team der Millerntor Gallery. Abgerufen am 26. Mai 2020.
56. ↑  „Art Creates Water: Mit der Kunst via dem FC St. Pauli für sauberes Trinkwasser.“ In: andrechahil.com. Abgerufen am 26. Mai 2020.
57. ↑  Justine Büschel: Interview mit Arne Vogler von Viva con Agua. In: holytrinity-lights.com. 9. März 2020, abgerufen am 26. Mai 2020.
58. 1 2  VILLA VIVA Holding GmbH, Hamburg. Abgerufen am 20. Oktober 2021.
59. ↑  Arne Matzanke: Viva Con Agua baut Hotel in Hamburg: Gentrifizierung in Kauf genommen. In: Die Tageszeitung: taz. 13. Juli 2021, ISSN 0931-9085 (taz.de [abgerufen am 20. Oktober 2021]).
60. ↑  Eva Eusterhus: Hamburg: Verein Viva con Agua baut „Villa Viva“. In: Die Welt. 12. Juli 2021 (welt.de [abgerufen am 20. Oktober 2021]).
61. ↑  Villa Viva in Hamburg::Heimathafen Hotels und Viva con Agua starten Hotelprojekt. In: Tophotel.de. 13. Juli 2021, abgerufen am 20. Oktober 2021 (deutsch).
62. ↑  Handelsregisterauszug von Villa Viva Cape Town Holding GmbH (HRB 164378). Abgerufen am 20. Oktober 2021.
63. ↑  Villa Viva Guesthouse, Cape Town is the new home for Viva con Agua SA and a cool place to stay and chill out. 7. Oktober 2021, abgerufen am 20. Oktober 2021 (en-ZA).
64. ↑  ZDF Magazin Royale: Jan Böhmermann kratzt nur an der Oberfläche. Abgerufen am 3. September 2022.
65. ↑  Jan Böhmermanns neueste Opfer: Viva con Aqua, Frank Thelen – und die Nerven seiner Zuschauer. Abgerufen am 3. September 2022.
66. ↑  Nina Kirst: Rückzieher: Siegerplakat der Young Lions wird nicht plakatiert. 18. April 2011, abgerufen am 3. September 2022 (deutsch).
67. ↑  Wasserinitiative Viva con Agua de Sankt Pauli – Viva con Agua ist Bundessieger! Abgerufen am 15. Mai 2020.
68. ↑  Viva con Agua de Sankt Pauli e. V. In: Deutschland – Land der Ideen. Abgerufen am 26. Mai 2020.
69. ↑  Nachhaltigkeits-Guerilla | Veränderung selber machen! – Der Countdown läuft für die Utopia Awards 2011. Abgerufen am 26. Mai 2020.
70. ↑  vivaconagua.org: Wir sind Bundesverdienstkreuz! (Memento vom 13. April 2014 im Internet Archive)
71. ↑  Preisverleihung: Viva con Agua erhält Gala Spa Award für Verbesserung der Trinkwasserversorgung in Entwicklungsländern. In: Gruner + Jahr. Abgerufen am 26. Mai 2020.
72. ↑  GOMEX Newsroom: Mike Krüger und Mercedes-Benz präsentieren: Deutschlands Macher 2011. In: YouTube. 28. September 2011, abgerufen am 26. Mai 2020.
73. ↑  Utopia Award: Das sind die Preisträger 2012. 13. November 2012, abgerufen am 26. Mai 2020.
74. ↑  „Der HAMMA-Award“ – Hamburger Abendblatt und Marketing Club Hamburg zeichnen die besten Marketingideen der Hansestadt im Jahr 2012 aus. In: artisttv.de. Abgerufen am 26. Mai 2020.
75. ↑  Grün, innovativ, prämiert: diese Start-ups denken an morgen. In: www.fuer-gruender.de. 4. Dezember 2015, archiviert vom Original (nicht mehr online verfügbar) am 1. Juli 2020; abgerufen am 26. Mai 2020.  Info: Der Archivlink wurde automatisch eingesetzt und noch nicht geprüft. Bitte prüfe Original- und Archivlink gemäß Anleitung und entferne dann diesen Hinweis.
76. ↑  Erste ECHO-Preisträger stehen fest. In: VOX. 7. April 2017, abgerufen am 26. Mai 2020.
77. ↑  About You Awards 2019 – Gewinner
78. ↑  Jan-Kristian Nickel: Hamburger Club Award feiert Jubiläum. In: Clubkombinat Hamburg e. V. 24. Januar 2020, abgerufen am 26. Mai 2020.
79. ↑  Margrethe Vestager erhält Marion-Dönhoff-Preis, deutschlandfunkkultur.de, erschienen und abgerufen am 12. Oktober 2020.
80. ↑  , deutscher-gruenderpreis.de, abgerufen am 15. September 2023.